# Коллинз, Мэйбл
Мэйбл Коллинз (англ. Mabel Collins; 9 сентября 1851, Сент-Питер-Порт, Гернси — 31 марта 1927, Глостер) — британский теософ, автор более 46 книг.

## Работы
- The Blossom and the Fruit (1888)
- The Idyll of the White Lotus (1890)
- Morial the Mahatma (1892)
- Suggestion (1892)
- The Star Sapphire (1896)
- The Story of Sensa (1913)
- Light on the Path (Свет на пути)
- Through the Gates of Gold